# 方南
方南（ほうなん）は、東京都杉並区の地名。住居表示実施済み区域。現行行政地名は方南一丁目及び方南二丁目。

## 地理
杉並区南東部に位置する。
町域北部は善福寺川を境に杉並区和田に接する。西部は環七通りを境に杉並区堀ノ内と和泉に接する。南部は渋谷区笹塚に接する。南端は甲州街道に接し、一部世田谷区大原とも接している。東部は中野区南台に接する。町域内を方南通りが通っている。また、一丁目と二丁目の境に神田川が流れている。
駅周辺は商店が見られるが、町域内は主に住宅地として利用される。マンションは多くないものの、古い木造アパートも多い。

### 河川
- 神田川

### 地価
住宅地の地価は、2025年（令和7年）1月1日の公示地価によれば、方南1-34-15の地点で64万3000円/m2となっている。

## 歴史
方南を含むこの一帯は和田村といい、字として方南、向方南などが江戸期より見られた。かつて和田村（または杉並村）から南に向かった方という説や、かつての江戸幕府の鷹場を持つ野方領の南端という説などが見られるが、詳細は不明。杉並区発足時には、字方南と周辺の字を併せて方南町となった。この町名も昭和40年代に実施された住居表示の原則に従い、「町」を除去した「方南」となったが、町域内にある駅名や旧町名を踏襲して「方南町」と呼称されることも多い。

## 世帯数と人口
2025年（令和7年）3月1日現在（杉並区発表）の世帯数と人口は以下の通りである。
| 丁目       | 世帯数    | 人口     |
| ---------- | --------- | -------- |
| 方南一丁目 | 5,136世帯 | 8,177人  |
| 方南二丁目 | 3,231世帯 | 5,309人  |
| 計         | 8,367世帯 | 13,486人 |

### 人口の変遷
国勢調査による人口の推移。
| 年                 | 人口   |
| ------------------ | ------ |
| 1995年（平成7年）  | 12,261 |
| 2000年（平成12年） | 11,877 |
| 2005年（平成17年） | 12,219 |
| 2010年（平成22年） | 12,239 |
| 2015年（平成27年） | 12,473 |
| 2020年（令和2年）  | 13,641 |

### 世帯数の変遷
国勢調査による世帯数の推移。
| 年                 | 世帯数 |
| ------------------ | ------ |
| 1995年（平成7年）  | 6,276  |
| 2000年（平成12年） | 6,538  |
| 2005年（平成17年） | 7,097  |
| 2010年（平成22年） | 7,406  |
| 2015年（平成27年） | 7,516  |
| 2020年（令和2年）  | 8,414  |

## 学区
区立小・中学校に通う場合、学区は以下の通りとなる（2016年1月時点）。
| 丁目       | 番地 | 小学校             | 中学校             |
| ---------- | ---- | ------------------ | ------------------ |
| 方南一丁目 | 全域 | 杉並区立方南小学校 | 杉並区立泉南中学校 |
| 方南二丁目 | 全域 | 杉並区立方南小学校 | 杉並区立泉南中学校 |

## 交通
幹線道路は、環七通りへのアクセスが良い。町域南部は甲州街道へのアクセスも良い。方南通りの下に東京メトロ丸ノ内線分岐線の終着駅・方南町駅がある。また、町域南部は京王線笹塚駅や代田橋駅も利用可能な範囲にある。環七通りには都営バス宿91系統と都営バス・京王バス共同の渋66系統が、方南通りには京王バス宿33系統と中71系統がある。

## 事業所
2021年（令和3年）現在の経済センサス調査による事業所数と従業員数は以下の通りである。
| 丁目       | 事業所数  | 従業員数 |
| ---------- | --------- | -------- |
| 方南一丁目 | 131事業所 | 1,000人  |
| 方南二丁目 | 254事業所 | 1,330人  |
| 計         | 385事業所 | 2,330人  |

### 事業者数の変遷
経済センサスによる事業所数の推移。
| 年                 | 事業者数 |
| ------------------ | -------- |
| 2016年（平成28年） | 410      |
| 2021年（令和3年）  | 385      |

### 従業員数の変遷
経済センサスによる従業員数の推移。
| 年                 | 従業員数 |
| ------------------ | -------- |
| 2016年（平成28年） | 2,361    |
| 2021年（令和3年）  | 2,330    |

## 施設
- 高井戸警察署方南交番
- 杉並方南二郵便局
- 杉並区立方南小学校
- 方南隣保館保育園
- 杉並区立方南図書館
- 杉並区立ゆうゆう方南館
- 上水橋緑地
- 東運寺
- 大山神社
- 立正佼成会第二団参会館
- オバケン

## その他

### 日本郵便
- 郵便番号 : 168-0062[3]（集配局 : 杉並南郵便局[16]）。